# Monóvar
Monóvar, in castigliano e Monòver in valenciano, è un comune spagnolo di 12 923 abitanti (2007) situato nella comunità autonoma Valenciana in provincia di Alicante. Monóvar è un centro culturale importante e possiede numerosi edifici di interesse artistico, la maggior parte dei quali costruiti durante il periodo barocco. È inoltre famosa per aver dato i natali al celebre scrittore José Augusto Trinidad Martínez Ruiz, più conosciuto con lo pseudonimo di Azorín. A questo grande scrittore spagnolo è stato dedicato un museo e un centro di studi realizzati all'interno della casa in cui nacque ed abitò per lungo tempo.